# Kościół św. Mikołaja w Lübbenau/Spreewald

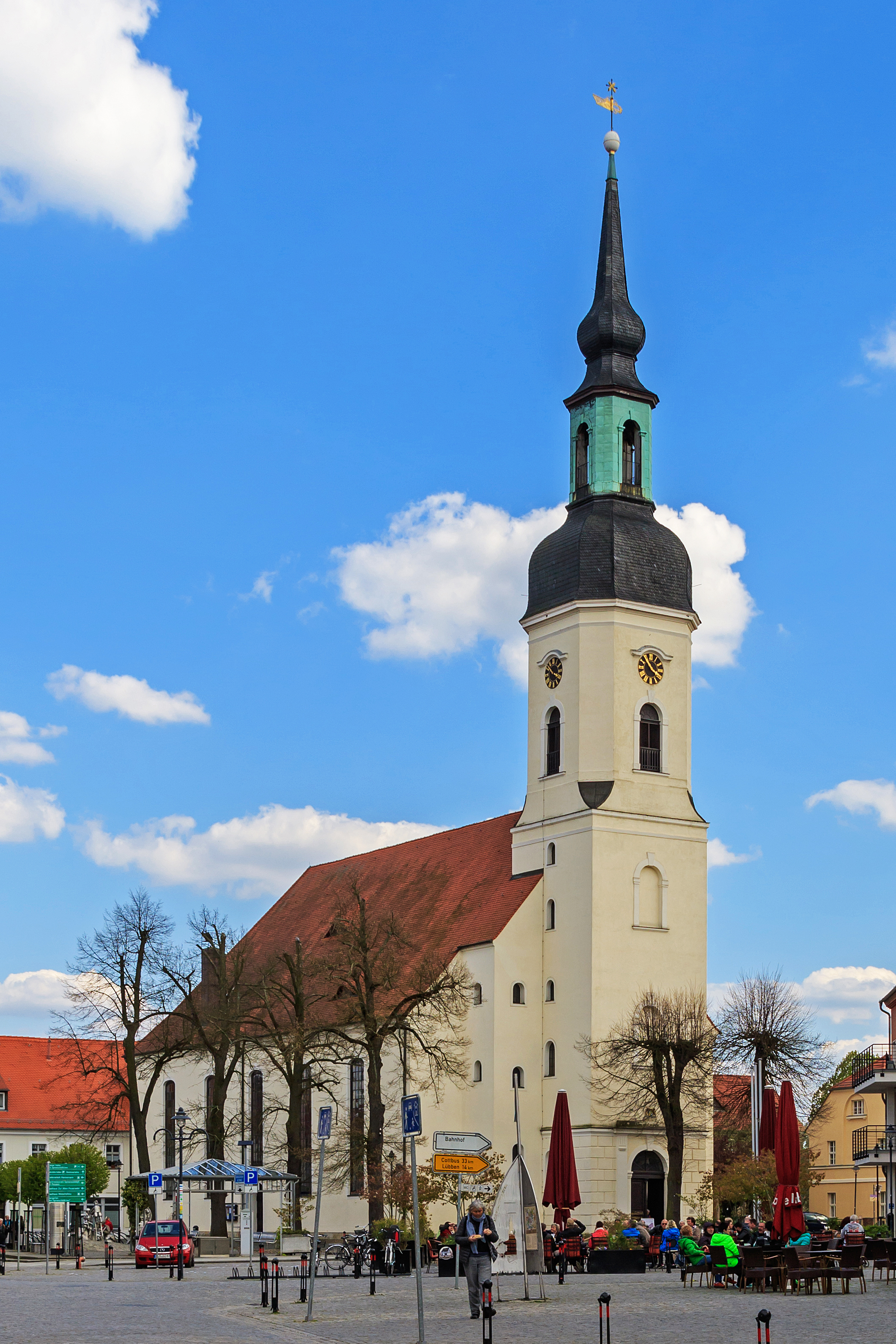
Widok z Kirchplatz

Kościół św. Mikołaja (niem. Stadtkirche St. Nikolai) – protestancki kościół zlokalizowany w centrum Lübbenau/Spreewald (dolnołuż. Lubnjow), przy Kirchplatz, który jest miejskim rynkiem.
Świątynia została zbudowana w latach 1738-1741, na miejscu wcześniejszego kościoła, który znajdował się w tym miejscu już w XV wieku. Projektantem obiektu był Gottfried Findeisen. Kościół uważany jest za jedną z najcenniejszych barokowych świątyń Brandenburgii (przykład tzw. baroku drezdeńskiego). Posiada rokokowe wyposażenie wnętrza. Wieżę zbudowano w latach 1777-1778. Ma ona 60 metrów wysokości i jest widoczna z dalekich okolic miasta, stanowiąc punkt orientacyjny. Fundamenty kościoła częściowo opierają się na drewnianych palach, a częściowo na polnych głazach.
Z kościołem związana była postać Christiana Friedricha Stempela (Kita Fryca Stempela, 1787-1867) – dolnołużyckiego kapłana-poety.